# Ophioderma teres
Ophioderma teres is een slangster uit de familie Ophiodermatidae.
De wetenschappelijke naam van de soort werd in 1860 gepubliceerd door Theodore Lyman.